# Dialecticopteryx centromaculata
Dialecticopteryx centromaculata är en insektsart som först beskrevs av K. Ramakrishnan och Menon 1972.  Dialecticopteryx centromaculata ingår i släktet Dialecticopteryx och familjen dvärgstritar. Inga underarter finns listade i Catalogue of Life.